# Jordbävningen i Armenien 1679
Jordbävningen i Armenien 1679 skedde den 4 juni 1679 i närheten av Jerevan i Armenien. Epicentrum låg nära Garni, mindre än 20 kilometer öster om Jerevan.
Ett stort antal byggnader förstördes i jordbävningen. I Jerevan totalförstördes av kända byggnader bland andra Jerevans fästning, Apostlarna Paulus och Petrus kyrka, Katoghike Heliga Guds moders kyrka, Zoravor Guds Heliga moders kyrka och Getsemanekapellet.
Den närbelägna byn Kanaker totalförstördes också, liksom det klassiska hellenistiska Templet i Garni.
Av andra religiösa byggnader som lades i ruiner finns Havuts Tarklostret, Sankt Sarkisklostret i Ushi, Hovhannavankklostret, Klostret i Geghard och Klostret i Khor Virap.